# Nahfeld und Fernfeld (Antennen)
Die Begriffe Nahfeld und Fernfeld beschreiben in der Antennentechnik unterschiedliche Raumgebiete, welche strahlende Antennensysteme umgeben. Üblicherweise werden die Raumgebiete, ausgehend vom Antennensystem, in drei Bereiche unterteilt:
1. Nahfeld, auch als reaktives Nahfeld bezeichnet, ist der Bereich in unmittelbarer Nähe zur Antenne
2. daran anschließend das Übergangsfeld, auch als Fresnel-Region oder strahlendes Nahfeld bezeichnet
3. Das Fernfeld, auch Fraunhofer-Region genannt, ist der größte Bereich, in welchem sich die elektromagnetische Welle unabhängig von der Antenne als ebene Welle im Raum ausbreitet.

Die Grenzen zwischen den einzelnen Regionen hängen von der Wellenlänge λ ab und gehen fließend ineinander über, wobei ihre Grenzen in der Literatur nicht einheitlich festgelegt sind. So wird beispielsweise das Übergangsfeld auch direkt dem Nahfeld zugerechnet, und die Übergangsbereiche werden je nach Antennengröße unterschieden.
Im Nahfeld werden die Eigenschaften der Welle beschrieben von Polynomen r−n mit dem Abstand r und der Ordnung n.
Im Fernfeld, bei großem Abstand von der Antenne, reduziert sich die Beschreibung, da die erste Ordnung (n = 1, 1/r-Abhängigkeit) alle anderen Terme dominiert. Die Gleichungen und Definitionen der Antennentheorie gelten erst im Fernfeld.

## Definitionen

Raumgebiete um eine Antenne

### Lange Antennen
Bei langen Antennen – dies sind Antennen, deren aktive Elemente Abmessungen {\displaystyle L>\lambda } aufweisen – ist das reaktive Nahfeld definiert als:
{\displaystyle r\leq r_{\text{nb}}=0{,}62\cdot {\sqrt {\frac {L^{3}}{\lambda }}}.}
Das Fernfeld ist für lange Antennen wie folgt bestimmt:
{\displaystyle r\geq r_{\text{fk}}={\frac {2\cdot L^{2}}{\lambda }}.}
Dieser Abstand wird nach Joseph von Fraunhofer auch als Fraunhofer-Abstand bezeichnet.
Lange Antennen sind beispielsweise Parabolantennen oder Phased-Array-Antennen. So beginnt bei einem Parabolspiegel mit 2 m Aperturdurchmesser und bei einer Frequenz von 6 GHz (entspricht einer Wellenlänge von 5 cm) das Fernfeld im Abstand von ca. 160 m von der Parabolantenne.

### Kurze Antennen
Für kurze Antennen – dies sind Antennen, deren aktive Elemente Abmessungen {\displaystyle L<\lambda } aufweisen – ist das Fernfeld definiert als:
{\displaystyle r\geq r_{\text{fw}}\gg {\frac {\lambda }{2\pi }}}, d. h. {\displaystyle r\geq r_{\text{fw}}\approx 2\lambda },
darunter liegt das Nahfeld.
Eine kurze Antenne ist beispielsweise eine Dipolantenne. So beginnt bei einem λ/2-Dipol bei einer Frequenz von 6 GHz nach letzter Definition das Fernfeld im Abstand von ca. 10 cm vom Dipol.

### Rechtlicher Bezug
Bei Definitionen mit rechtlichem Bezug, wie bei der Bundesnetzagentur mit Bezug zum Betrieb von Funkanlagen, geht das reaktive Nahfeld unabhängig von der Antennendimension bis
{\displaystyle r_{\text{n}}={\frac {\lambda }{2\pi }},}
daran anschließend das strahlende Nahfeld bis zu einem Abstand von
{\displaystyle r_{\text{f}}=4\lambda ,}
darüber liegt das Fernfeld.
Bei einem λ/2-Dipol, wieder bei einer Frequenz von 6 GHz, beginnt nach dieser Definition das Fernfeld im Abstand von ca. 20 cm vom Dipol.

## Eigenschaften

### Nahfeld

Betragsverlauf des Feldwellenwiderstandes im Nah- und Fernfeld bei einem elektrischen und magnetischen Dipol

Im reaktiven Nahfeld unmittelbar an der Antenne erfolgt keine Abstrahlung. Zwischen der Antenne und der Umgebung im Nahfeld pendelt Blindleistung, womit eine direkte Rückwirkung auf die Antenne vorliegt. Durch auf die Frequenz abgeglichene Resonanzkreise kann der Antenne im Nahfeld Wirkleistung entzogen werden, dies wird u. a. ausgenutzt
- beim Dipmeter
- bei der Near Field Communication (NFC) und
- bei elektrischen Warensicherungsetiketten nach dem Resonanzprinzip.

Elektrisch leitende Materialien im Bereich des Nahfeldes beeinflussen den Verlauf der Feldstärke und die Antennencharakteristik, was u. a. bei parasitären Elementen genutzt wird, die z. B. an der Yagi-Uda-Antenne auftreten.
Die Verhältnisse der Feldstärken und damit auch des Feldwellenwiderstands im Nahfeld hängen davon ab, ob es sich um primär elektrische oder primär magnetische Antennen handelt:
- Ein elektrischer Dipol als Antenne erzeugt im Nahfeld eine hohe elektrische Feldstärke, die in guter Näherung in dritter Potenz mit der Entfernung abnimmt; die schwächere magnetische Feldstärke nimmt quadratisch mit der Entfernung ab. Dies führt dazu, dass der Betrag des Feldwellenwiderstands als Funktion der Entfernung sinkt.
- Ein magnetischer Dipol als Antenne erzeugt im Nahfeld eine hohe magnetische Feldstärke, die in guter Näherung in dritter Potenz mit der Entfernung abnimmt; die schwächere elektrische Feldstärke nimmt quadratisch mit der Entfernung ab. Der Betrag des Feldwellenwiderstands ist somit niedriger als bei primär elektrischen Antennen, steigt jedoch mit der Entfernung.

Der Feldwellenwiderstand im Nahfeld ist für die reflexionsfreie und angepasste Kopplung der Antenne an die Speiseleitung wichtig und wird durch Anpassglieder sichergestellt. Dabei wird zwischen Strom- und Spannungsspeisung unterschieden.
Mit zunehmendem Abstand von der Antenne pendelt sich der Feldwellenwiderstand auf den konstanten Wert des Feldwellenwiderstandes des leeren Raumes von ca. 377 Ω ein.

#### Übergangsfeld

Veranschaulichung der Strahlengänge

Das Übergangsfeld spielt besonders bei langen Antennen eine Rolle. Diese können als Anordnungen kleinerer Antennen angesehen werden, die phasenverschoben zueinander senden. Bei der Betrachtung innerhalb der Fresnel-Region nehmen die elektrische und die magnetische Feldstärke jeweils näherungsweise mit 1/r ab und sind gleichphasig.
Für die Bestrahlungsstärke an einem bestimmten Ort muss von allen Teilantennen die vektorielle und phasenrichtige Summe der einzelnen Strahlen (Poynting-Vektor) berechnet werden. Die summierte Bestrahlungsstärke addiert sich an einigen Stellen und geht an anderen Stellen gegen null, aber nur eine der beiden Feldkomponenten der Strahlen (d. h. die elektrische oder die magnetische Feldstärke) löscht sich aus, die andere bleibt ungleich null.

### Fernfeld
Im Fernfeld, nach Joseph von Fraunhofer auch als Fraunhofer-Region benannt, sind die magnetische und die elektrische Feldkomponente in Phase und über den Feldwellenwiderstand des leeren Raumes Z0 mit ca. 377 Ω miteinander verknüpft. Zum Beispiel kann aus dem gemessenen elektrischen Feld im Fernfeld auf das magnetische Feld geschlossen werden und umgekehrt, im Nahfeld ist dies nicht möglich.
Die beiden Feldkomponenten sind senkrecht zur Ausbreitungsrichtung orientiert. Die dadurch sich bildende ebene Wellenfront wird als elektromagnetisches Feld bezeichnet, und die beiden Feldstärken nehmen mit der Entfernung r um den Faktor 1/r ab.
Im Gegensatz zur Fresnel-Region reicht für Betrachtungen im Fernfeld die phasenrichtige Summe der einzelnen Strahlen. Dadurch vereinfacht sich die Berechnung stark.

### Qualitativer Vergleich
In folgender Tabelle sind die Unterschiede zwischen Nah- und Fernfeld qualitativ dargestellt:
|                  | Nahfeld | Fernfeld                                                                                |
| ---------------- | --- | --------------------------------------------------------------------------------------- |
| Träger der Kraft | „virtuelles Photon“ | Photon                                                                                  |
| Energie          | Speichert Energie. Kann Energie via induktiver oder kapazitiver Kopplung übertragen                                             | Energie breitet sich via Strahlungsfeld im Raum aus.                                    |
| Dauer            | Verschwindet, wenn Quelle abgeschaltet wird                                                                                     | Strahlungsfeld breitet sich unabhängig von Quelle solange aus, bis es absorbiert wird.  |
| Wechselwirkung   | Die Messung oder der Entzug von Leistung verursacht in der Quelle Leistungsänderung in Form von Spannungs- bzw. Stromänderungen | Die Messung absorbiert einen Teil des Strahlungsfelds, ohne Rückwirkung auf die Quelle. |
| Feldform         | Von der Quelle und deren Geometrie bestimmt                                                                                     | Sphärische Wellen, die gegen unendlichen Abstand planere Form annehmen.                 |
| Wellenimpedanz   | Hängt von Quelle und Medium ab                                                                                                  | Hängt nur vom Medium ab. Im leeren Raum 120 Ω·π ≈ 377 Ω                                 |
| Führung          | Energie kann über elektrische Leitungen gezielt transportiert werden                                                            | Energie kann in Form von Wellenleitern gezielt transportiert werden                     |

## Beispiel SAR-Antenne
In der Erkundung der Erdoberfläche durch Radarsatelliten kann aus den Signalen, die während des Fluges nacheinander aufgenommen wurden, ein Signal errechnet werden, wie es von einer Antenne mit der Länge der durchflogenen Strecke aufgenommen worden wäre. Die Apertur dieser virtuellen Antenne wird als synthetische Apertur bezeichnet. Ihre Aperturlänge liegt im Bereich mehrerer hundert Meter und ermöglicht daher eine stark erhöhte Winkelauflösung.
Bei einem Beispiel mit einer Aperturlänge von 200 m und einer Wellenlänge von 3 cm liegt die Grenze zwischen Nah- und Fernfeld bei rfern ≈ 2 · L2 / λ, hier also bei etwa 2600 km.
Die meisten Radarsatelliten umkreisen die Erde in einer Umlaufbahn in einer Höhe von etwa 800 km, also innerhalb des Nahfeldes der synthetischen Apertur. Daraus ergeben sich aufwändige Korrekturberechnungen für die gespeicherten Impulsperioden der einzelnen Quellorte, die (weil entfernungsabhängig) für jeden Punkt auf der Erdoberfläche einzeln durchgeführt werden müssen. Diese Korrektur wird über eine Phasenkorrektur der Echosignale des Radars vorgenommen. Nach dieser Korrektur wird das dargestellte Bild wesentlich schärfer, was zu dem Begriff focused SAR führt.